# 國友尚
國友尚（くにとも たかし、1977年8月31日 - ）は日本のテレビの演出家、放送作家、脚本家、研究者、実業家。

## 経歴
三重県伊賀市（旧上野市）出身。三重県立上野高等学校卒。慶應義塾大学大学院修士課程修了。東洋のエジソンと呼ばれた国友一貫斎の末裔といわれている。
大学在学中に、『ダウンタウンのごっつええ感じ』、『笑う犬シリーズ』のチーフ放送作家であった廣岡豊に出会い、テレビ業界入り。クリエイター事務所Jappsを設立し、バラエティ番組、ドキュメンタリー番組を中心に演出・構成を行う。番組最後のエンドロールでは、「國友尚」→「国友尚」→「くにとも」と推移をみせた。
テレビ以外の活動では、インターネットサービスの企画・開発に携わり、サイバーエージェント、ヤフー、KDDIなどで新規事業のプロデュース、ディレクションを行う。ヤフーでは、ヤフオク、Yahoo!知恵袋、Yahoo!JAPANポータルなど、数千万人規模が利用するメディアプラットフォーム開発に携わり、企画部門、事業戦略部門の部門長として、新規事業開発およびM＆Aによる新領域の開拓を多数成功に導く。KDDIでは全社CX責任者(Customer Experience)および新規事業統括部長を歴任。マスメディア、インターネット、auショップ、コールセンター等のすべてのお客様接点において、ビッグデータを利活用しての一気通貫した顧客体験価値の創造を実現。
システム工学、感性工学の研究者として、日本創造学会論文賞を受賞するなど、イノベーションデザイン、ヒューマンシステムデザインにおける独自の手法は注目を浴びる。立命館大学客員教授、慶應義塾大学ヒューマンシステムデザインラボ感動研究グループ長を歴任。

## 企画・構成・演出

### テレビバラエティ・情報・ドキュメンタリー
- 笑う犬の冒険（フジテレビ）
- 恋のから騒ぎ（日本テレビ）
- ayu ready?（フジテレビ）
- チャンネル北野eX（フジテレビ）
- たけしの誰でもピカソ（テレビ東京）
- ELVIS（フジテレビ）
- F-2 (テレビ番組)（フジテレビ）
- 少年チャンプル（中京テレビ）
- ザ・ノンフィクション（フジテレビ）
- スーパーテレビ情報最前線（日本テレビ）
- 失恋保険〜女の安心保障〜（テレビ東京）
- エンタの神様（日本テレビ）
- スタ☆メン（フジテレビ・関西テレビ）
- 情熱大陸（毎日放送）

### テレビドラマ
- 太閤記 サルと呼ばれた男（フジテレビ）
- 僕と彼女と彼女の生きる道（関西テレビ）

### テレビCM
- 「NTT DoCoMo」シリーズ(1996年)
- 「グリコ Pocky」シリーズ(1996年)
- 「au 三太郎」シリーズ(2015年-)

### インターネット
- 英語ノ門（テレビ朝日・エー・アイ・アイ・NOVA・ハブ・マーシー）
- 総合ランキングサイト・オールヒットニッポン（2004年 - 2005年）
  - ユーザーが参加できるランキングサイト。2005年に、サイバーエージェントに譲渡。会員データベースを利用した『テレビ視聴質調査』などを展開。
- any-ranking（2005年 - 2006年）
  - オールヒットニッポン閉鎖後、設けられたランキングサイト。ユーザーの検索が主体となるサイトだった。
- ヤフオク!
- Yahoo!知恵袋
- Yahoo! JAPAN

## 研究・特許
- アソビジョン・クエスト―遊びの感動根源探求に基づく自分軸構築法 | 日本創造学会論文賞(2016)
- オークション出品の入力を支援するシステム、装置、方法及びコンピュータ・プログラム
- 表示制御装置、表示制御方法、情報表示システム及びプログラム
- 操作入力装置、操作入力方法およびプログラム
- 表示制御装置、表示制御方法、情報表示システム、およびプログラム

## 出演・講演

### 講演・登壇
- メディアコンテンツ特別講義I|東京大学(2013年)
- 渋谷民100人 未来共創プロジェクト(2017年)
- 多様性時代の新潮流、メタ観光について考える
- 仮想と現実が重なる「メタ観光」。その魅力を旅のプロたちが語った
- 「観光新時代に必要なこと～ハピネス・民俗学・テックで編みなおす新たな物語とは～」
- イノベーション時代の価値創出と人材育成
- 「Yahoo!知恵袋」仕掛け人・國友尚氏が歩んだ「企画人生」
- 優秀なコントとビジネスに共通する、“感情の振れ幅”の法則
- 危機を乗り越えるリーダーの思考プロセス(立命館大学稲盛経営哲学研究センター×日経ビジネススクール)